# ふくまつ進紗
ふくまつ 進紗（ふくまつ しんや、1958年11月30日 - ）は、日本の声優、舞台俳優。プロダクション・エース所属。東京都出身。

## 略歴
文学座研究所卒。亀の子新社、マウスプロモーションを経て、現在はプロダクション・エース所属。

## 人物
舞台、外画吹き替え、アニメなどで活躍している。
趣味・特技は散歩、将棋、柔道初段、大型自動車免許、三級整備士、英検三級。

## 出演
太字はメインキャラクター。

### テレビアニメ
2004年
- 焼きたて!!ジャぱん（庭師）

2005年
- ARIA The ANIMATION（パフォーマーA）
- ギャラリーフェイク（審査委員、主人）
- CLUSTER EDGE（老人、排斥運動の男）
- 交響詩篇エウレカセブン（2005年 - 2006年、店員A、キャスター）
- タイドライン・ブルー（サンジュン、船員、乗員）
- BLACK CAT（デュラム＝グラスター、ボス）
- 舞-乙HiME（2005年 - 2006年、大司教、家臣、レムス代表、フロリンス代表、男、技師）
- まじめにふまじめ かいけつゾロリ（2005年 - 2007年、セバスチャン、インデコ）

2006年
- エア・ギア（ガンズの先輩）
- 桜蘭高校ホスト部（酒店のおじさん）
- ガラスの艦隊（司令官、花嫁の父親）
- 銀魂（2006年 - 2009年、弥七、お前の後ろにだァァ!!、薮田）
- コヨーテ ラグタイムショー（リシャルド）
- ザ・サード 〜蒼い瞳の少女〜（評議会委員1、兵器商）
- 獣王星（茶輪セカンド、軍人）
- 009-1（兵士B）
- タクティカルロア（委員長）
- デジモンセイバーズ（バロモン）
- 内閣権力犯罪強制取締官 財前丈太郎（緒方正義）
- NANA（店長）
- TOKKO 特公（校長）
- パッタ ポッタ モン太（ガリガリ博士）
- Project BLUE 地球SOS（巡洋艦艦長、インビンシブル号艦長）
- よみがえる空 -RESCUE WINGS-（緒方、富岡哲司）
- 落語天女おゆい（徳兵衛、妖怪、瓦版屋）

2007年
- Yes!プリキュア5（2007年 - 2008年、ウシ、運転手、ホシイナー） - 2シリーズ
- 大江戸ロケット（六兵衛、たぬきのまさお）
- おじゃる丸（亡き者、お客、本屋、村人）
- 機動戦士ガンダム00（2007年 - 2008年、ラグナ・ハーヴェイ、マスード・ラフマディー、国家主席、カタロン艦長 他） - 2シリーズ
- 結界師（国語教師）
- この青空に約束を― 〜ようこそつぐみ寮へ〜（吉倉賢太郎）
- GR-GIANT ROBO-（森下和己）
- 灼眼のシャナII（執事）
- しおんの王（2007年 - 2008年、立会人、帽子の男、佐々角）
- 逮捕しちゃうぞ フルスロットル（2007年 - 2008年、刑事、店長）
- Devil May Cry（悪魔）
- 天保異聞 妖奇士（商人）
- はぴはぴクローバー（もぐら）
- ハローキティ りんごの森とパラレルタウン
- ロミオ×ジュリエット（親衛隊）

2008年
- あまつき（番頭、萬屋番頭、中村屋番頭）
- アリソンとリリア（ベッサー、大尉）
- うちの3姉妹（おーちゃん）
- 鉄のラインバレル（長官）
- ゴルゴ13（医者）
- シゴフミ（ヤクザ）
- 獣神演武 -HERO TALES-（玄狼党員）
- 純情ロマンチカ（オヤジ）
- ミチコとハッチン（店長）
- 湾岸ミッドナイト（園田順）

2009年
- アラド戦記〜スラップアップパーティー〜（手下(2)、ダットン）
- キディ・ガーランド（敵A〈老人A〉）
- 空中ブランコ（同窓会幹事）
- WHITE ALBUM（司会者の声）

2010年
- アイアンマン（野村デスク）
- カルルとふしぎな塔（時守じいさん）
- 学園黙示録 HIGHSCHOOL OF THE DEAD（警備課長）
- 黒執事II（トランシー伯爵）
- GIANT KILLING（永田会長、店主、書店店主、サポーター）
- 閃光のナイトレイド（林久治郎）
- 鋼の錬金術師 FULLMETAL ALCHEMIST（軍人、フォックス、商人A）
- RAINBOW-二舎六房の七人-（運動員、節子の父）

2011年
- UN-GO（三高吉太郎）
- STEINS;GATE（執事）
- ダンボール戦機（神谷藤吾郎）
- NARUTO -ナルト- 疾風伝（2011年 - 2013年、奇介、オソイ）
- BLOOD-C（巡査）
- ポケットモンスター ベストウイッシュ（ツララー博士）

2012年
- Fate/Zero 2ndシーズン（シモン神父）

2013年
- 宇宙戦艦ヤマト2199（ヴァンス・バーレン、ダロルド通信士）
- ガイストクラッシャー（白銀ゴウカ）
- ガリレイドンナ（カッシーニ）
- がんばれ!おでんくん（だいこん先生、ナレーション、とうふ先生、トンソクのボス、トメさん）
- 迷宮家族（おばあちゃん）

2014年
- 桜Trick（校長先生）
- Re:␣ ハマトラ（佐村）

2015年
- 牙狼〈GARO〉-炎の刻印-（ファビアン）
- どちゃもん じゅにあ（でにら）
- 六花の勇者（ドルトム）

2016年
- うしおととら（悟朗）
- 牙狼 -紅蓮ノ月-（藤原長輔）
- ジョーカー・ゲーム（アントン・モロゾフ、湯浅船長）
- ジョジョの奇妙な冒険 ダイヤモンドは砕けない（ムカデ屋店主）
- タイムボカン24（ライト）
- 僕のヒーローアカデミア（2016年 - 2024年、ヘドロ・ヴィラン） - 2シリーズ
- ポケットモンスター サン&ムーン（2016年 - 2019年、ジェイムズ）
- モブサイコ100（2016年 - 2019年、密裏賢治） - 2シリーズ

2017年
- CHAOS;CHILD（男C）
- テイルズ オブ ゼスティリア ザ クロス（ハイランド王）
- 最遊記RELOAD BLAST（村長）
- プリンセス・プリンシパル（親方）
- 十二大戦（アバター黄緑）

2018年
- 牙狼〈GARO〉-VANISHING LINE-（ドクター・スタンリー）
- 銀河英雄伝説 Die Neue These 邂逅（パエッタ）
- LOST SONG（軍師、役人）
- キャプテン翼（第4作）（2018年 - 2024年、岬一郎、吉良耕三） - 2シリーズ
- ルパン三世 PART5（残党頭）
- ISLAND（森須賢治、モーリス）
- かくりよの宿飯（ガマ親分）
- ゾイドワイルド（モヒンガー）

2019年
- どろろ（老人）
- ワンパンマン（ボンブ）
- 消滅都市（警視総監）
- アイカツフレンズ!〜かがやきのジュエル〜（カシラ、頑固山鬼左衛門）
- 彼方のアストラ（マルク・ヴィクス）

2020年
- おしりたんてい（くろねこオーナーシェフ）
- ゾゾゾ ゾンビーくん（おじさん）
- ハクション大魔王2020（げんこ鮨の親父）
- THE GOD OF HIGH SCHOOL ゴッド・オブ・ハイスクール（ジェガルの養父）

2021年
- 迷宮ブラックカンパニー（ザゼル）

2022年
- ジョジョの奇妙な冒険 ストーンオーシャン（2022年 - 2023年、裁判長） - 2シリーズ
- 勇者、辞めます（聖王）
- キングダム（郭開）
- ポケットモンスター（ジェイムズ）
- オーバーロードIV（フィリップの父）

2023年
- とんでもスキルで異世界放浪メシ（ヴィレム）
- るろうに剣心 -明治剣客浪漫譚- (2023)（川路利良）

2024年
- 火狩りの王（耿八）
- 終末トレインどこへいく?（イグアナ先生）
- 戦国妖狐 千魔混沌編（古恩）
- チ。-地球の運動について-（ピャスト伯）

2025年
- 外れスキル《木の実マスター》 〜スキルの実（食べたら死ぬ）を無限に食べられるようになった件について〜（イヴァル・ボルスト）
- Unnamed Memory Act.2（ウーベルト）

### 劇場アニメ
2005年
- 劇場版xxxHOLiC 真夏ノ夜ノ夢

2006年
- パプリカ（奇術師）
- まじめにふまじめ かいけつゾロリ なぞのお宝大さくせん（テイルの父）

2007年
- ストレンヂア 無皇刃譚（武士）

2008年
- 映画 Yes!プリキュア5GoGo! お菓子の国のハッピーバースディ♪（誕生日ケーキホシイナー）

2009年
- 映画 プリキュアオールスターズDX みんなともだちっ☆奇跡の全員大集合!（ホシイナー）

2010年
- ジュノー（パーシバル）

2011年
- 手塚治虫のブッダ -赤い砂漠よ!美しく-
- 映画 プリキュアオールスターズDX3 未来にとどけ! 世界をつなぐ☆虹色の花（ホシイナー）

2013年
- サカサマのパテマ（ジィ）

2014年
- 宇宙戦艦ヤマト2199 星巡る方舟（ヴァンス・バーレン）

2017年
- 宇宙戦艦ヤマト2202 愛の戦士たち（ティム）

2020年
- 囀る鳥は羽ばたかない The clouds gather（桐島）

2021年
- 宇宙戦艦ヤマト2205 新たなる旅立ち（ヴァンス・バーレン）

### OVA
- 舞-乙HiME Zwei（2006年、少尉）
- よみがえる空 -RESCUE WINGS-（2006年、緒方）

### Webアニメ
- リーンの翼（2005年）
- へ〜せいポリスメン!!（2013年、大将[30]）
- ソードガイ The Animation（2018年、お頭）
- マウスどうぶつえん（2018年、オランウータンのしんや）
- 無限の住人-IMMORTAL-（2019年 - 2020年、阿葉山宗介[31]）
- T・Pぼん（2024年、フェルナン）
- ライジングインパクト（2024年、七海大造） - 2シリーズ[一覧 7]

### ゲーム
2003年
- Routes -ルーツ-（長瀬源次郎）

2005年
- 義経英雄伝修羅

2006年
- エウレカセブン NEW VISION（副司令官）
- 神業 -KAMIWAZA-（漁師、盗賊手下1）
- クラッシュ・バンディクーフェスティバル（クランチ）
- 降魔霊符伝イヅナ（シュウチ、カツタケ、イッピツ、カゲン）
- 戦国BASARA2
- 花帰葬
- 天地の門2 武双伝（スッタ・モンダ）

2007年
- 偽りの輪舞曲
- 降魔霊符伝イヅナ弐（シュウチ、カツタケ、イッピツ、カゲン、兵士男）
- ジェットインパルス（コーエン）
- 戦国BASARA2 英雄外伝
- ソニック ラッシュ アドベンチャー（ウィスカー船長）
- 宝島Z バルバロスの秘宝（セバスチャン）
- バルドバレット イクリブリアム
- ひぐらしのなく頃に祭

2008年
- アーマード・コア フォーアンサー（ドン・カーネル、ネオニダス）
- CHAOS;HEAD（松永 他）
- KANE&LYNCH: DEAD MEN（シェリー）
- PRISM ARK -AWAKE-
- 魔人探偵脳噛ネウロ ネウロと弥子の美食三昧 推理つきグルメ&ミステリー（大場新三）
- レイトン教授と最後の時間旅行

2009年
- Steins;Gate
- 大正野球娘。 〜乙女達乃青春日記〜（偏奇館先生）
- ファイナルファンタジーXIII（コクーン市民）

2010年
- メトロ2033（ブルボン）

2011年
- エルソード（デンカ）
- キャサリン（ジャスティン・ベイリー）
- 神曲奏界ポリフォニカ アフタースクール（サカマキ）
- 侍道4（主人公）

2012年
- STEINS;GATE 比翼恋理のだーりん
- ダンボール戦機（神谷藤吾郎）
- デビルサマナー ソウルハッカーズ（Dr.スリル、ロメロ、ビデオ・マッスル店主）
- 特殊報道部（船坂成昌）
- Dragon Age II（筆頭魔道師オーシノ）
- ファイアーエムブレム 覚醒（ゲリバ、セルバンテス）
- BLACK WOLVES SAGA - Bloody Nightmare -
- BLACK WOLVES SAGA - Last Hope -

2013年
- ガイストクラッシャー（白銀ゴウカ）
- シェルノサージュ〜失われた星へ捧ぐ詩〜（クラケット）
- ジョジョの奇妙な冒険 オールスターバトル（ペッシ）
- STEINS;GATE 線形拘束のフェノグラム（黒木）
- デジモンアドベンチャー
- メトロ ラストライト（漁師のヒョードル）

2014年
- Wonder Momo: Typhoon Booster（ワルソルジャー）

2015年
- ヴァリアントナイツ（ローラン＝ルミナス3世、フロスト＝クラハドール）
- ウィッチャー3 ワイルドハント（ディクストラ、エスケル）
- 幻影異聞録♯FE（ゲリバ、セルバンテス）
- ジョジョの奇妙な冒険 アイズオブヘブン（ペッシ）
- 絶対迎撃ウォーズ（ノイマン）
- Hearthstone: ハースストーン（ウーサー・ライトブリンガー）

2016年
- ISLAND（森須賢治）
- 真・女神転生IV FINAL（マスター）

2017年
- ディスティニーチャイルド(カールホース)
- BLACK WOLVES SAGA - Weiβ und Schwarz -

2018年
- キングスレイド（ピルロップ）
- ジュラシック・ワールド・エボリューション（カボット・フィンチ）

2019年
- ファイアーエムブレム 風花雪月（トマシュ / ソロン）

2020年
- ファイナルファンタジーVII リメイク
- キャプテン翼 RISE OF NEW CHAMPIONS（吉良耕三、岬一郎）
- ライフ イズ ストレンジ2（ハンク・スタンパー）

2021年
- ファイアーエムブレム ヒーローズ（2021年 - 2022年、ベルド、セルバンテス、ソロン）

2022年
- レゴ スター・ウォーズ：スカイウォーカー・サーガ（ドゥークー伯爵）
- ファイアーエムブレム無双 風花雪月（ソロン / トマシュ）

2023年
- OCTOPATH TRAVELER II
- ストリートファイター6（男性アバター8）
- アーマード・コアVI ファイアーズオブルビコン（サム・ドルマヤン）

2024年
- UFOロボ グレンダイザー たとえ我が命つきるとも（牧葉団兵衛、コントロール、船員） - 日本語版
- デッドライジング デラックスリマスター

2025年
- 牧場物語 Let's!風のグランドバザール（ウィルバー）

### ドラマCD
- オジサマ専科 Vol.3 Restore the Bistro〜お嬢様奮闘記〜（駐在）
- 追われる夜の獣（係長）
- キリノセカイ
- 戦国BASARA2 〜漆黒!本能寺の変〜（兵士 他）
- ダブル・バインド（野々村宏史）
- テイルズ オブ ジ アビス ドラマCD IV ラスト・エピソード（貴族、チーグル、ブウサギ）
- 天使の啼く夜（加治）
- 花嫁は緋色に囚われる（充）
- 本日のSpecial（重森）
- MAUSU THEATER
- 義経記（富樫、平家兵、家来、野武士）※PS2版ゲーム付属初回購入特典
- LOVELESS（店長）
- Routes オリジナルドラマCD Greatest Treasure（長瀬源次郎）

### ラジオドラマ
- VOMIC
  - 傷だらけの仁清（尼田）
  - 血界戦線（ギルベルト・F・アルトシュタイン[47]）
  - 現代都市妖鬼考 霊媒師いずな 〜the spiritual medium〜（小田哲次郎）

### 吹き替え

#### 担当俳優
ロバート・パトリック
- エンドレス・ラブ〜17歳の止められない純愛（ハリー・エリオット）
- ピースメイカー（オーガスト・“オーギー”・スミス）
- 燃えよ!ピンポン（ピート・デイトナ軍曹）

#### 映画
- アサルト13 要塞警察
- アフターショック（ポヨ）
- 悪魔を見た（オ課長〈チョン・ホジン〉）
- ある日、クイーンズで（レオ〈レイ・ロマーノ〉[49]）
- ある日どこかで（演出家[50]）※BSテレ東版
- アンノウン
- ウェアウルフ・バイ・ナイト（ジョヴァン〈カーク・サッチャー〉）
- ヴェノム（ジャック〈マック・ブラント〉[51]）
- ウソツキは結婚のはじまり（エディ・シムズ〈ニック・スウォードソン〉）
- ウルヴァリン:X-MEN ZERO
- ウルトラ I LOVE YOU!
- ウルフ・オブ・ウォールストリート（マックス・ベルフォート〈ロブ・ライナー〉）
- オーストラリア
- 大いなる陰謀
- オレたちの聖戦（アンディ〈デニス・オヘア〉）
- カサブランカ（ウーガーテ〈ピーター・ローレ〉）※スター・チャンネル版
- ガーフィールド2
- カレとカノジョの確率（ヴァル・ジョーンズ〈デクスター・フレッチャー〉）
- 華麗なるギャツビー（ジョージ・B・ウィルソン〈ジェイソン・クラーク〉[52]）
- キャプテン・アメリカ/ザ・ファースト・アベンジャー（デルニエ〈ブルーノ・リッチ〉）
- キャプテン・フィリップス（ジョン・クローナン〈クリス・マルケイ〉）
- キャンディ・ケイン・レーン（ピップ〈ニック・オファーマン〉）
- 96時間シリーズ
  - 96時間（バーニー〈デヴィッド・ウォーショフスキー〉[53]）
  - 96時間/リベンジ（バーニー〈D・B・スウィーニー〉）
  - 96時間/レクイエム（バーニー〈デヴィッド・ウォーショフスキー〉）
- キル・ボクスン
- クリスマス・ウェディング（ジョージ〈ジョーイ・ファトーン〉）
- クロース:孤独のボディーガード
- クロコダイル・ダンディー（サム・チャールトン〈マイケル・ロンバード〉）※VOD版
- ゲーム・チェンジ 大統領選を駆け抜けた女
- コードネーム エンジェル
- 告発者（ビリー〈アーロン・ポール〉）
- コルシカン・ファイル
- G.I.ジョー バック2リベンジ（ブラインドマスター〈RZA〉）
- 幸せのちから（フェラーリのオーナー）※ソフト版
- 幸せのレシピ
- シカゴ7裁判（ジョン・ミッチェル〈ジョン・ドーマン〉）
- ジャックと天空の巨人（巨人のコック[54]）
- スキップ・トレース（ディーマ〈ミハイル・ゴアヴォイ〉[55]）
- スクリーム6（ベイリー刑事〈ダーモット・マローニー〉[56]）
- ストップ・ロス/戦火の逃亡者（ポール、プリーチャー〈クエイ・テリー〉）
- スパイダー・キングダム（フィル〈マイケル・スマイリー〉）
- スピード・レーサー（ハロルド）
- スモーキン・エース/暗殺者がいっぱい
- 世界侵略: ロサンゼルス決戦
- その男ヴァン・ダム（警備員）
- ソフィア・ローレン 母の愛（カルロ・ボンティ〈ジョヴァンニ・カータ〉）
- ゾンビ・クエスト（ジェフリー〈セルジオ・ハッセルバインク〉）
- ダークウォーター 奪われた水の真実（フランシスコ〈フォレスト・ウィテカー〉）
- ダークナイト ライジング（レオニード・パヴェル博士〈アロン・アブトゥブール〉）
- ターミネーター4
- 大脱出（レスター・クラーク〈ヴィンセント・ドノフリオ〉）
- ダイ・ハード/ラスト・デイ（士官4、装甲車ドライバー、手下、ペガサス操縦士）
- タクシードライバー ※DVD版
- だめんず・コップ2
- タワーリング・インフェルノ ※BSジャパン版
- 探偵マーロウ（バーニー・オールズ〈コルム・ミーニイ〉[57]）
- 地球が凍りつく日（モーター〈ケヴィン・コリガン〉）
- チケット・トゥ・パラダイス（ワヤン）
- 父親たちの星条旗（シュライアー中尉）
- チャタレイ夫人の恋人（ミカエリス〈ユージーン・オヘアー〉）
- 沈黙の奪還
- ティーン・ナイト（エリック〈クラウディウ・トランダファー〉）
- ディア・グランパ 幸せを拾った日（ジャック・ジャコーニ〈クリストファー・プラマー 〉）
- DOA/デッド・オア・アライブ
- ドクター・ドリトル（アーナル〈ラルフ・アイネソン〉[58]）
- トランスフォーマー/ダークサイド・ムーン（ヴォスコッド・ラドヌフ〈ラヴィル・イシヤノフ〉）
- ドレスデン、運命の日
- ナイト&デイ
- ナルニア国物語/第1章: ライオンと魔女（ヴァーダン）
- ニンジャ・チアリーダー（ローランド〈ダニエル・アッシュ〉）
- バイオハザード デス・プラント（レイノルズ）
- パイレーツ・オブ・カリビアン/デッドマンズ・チェスト（リーチ）
- 運び屋（ティム[59]）※BSテレ東版
- バスティオン36
- バック・トゥ・ザ・フューチャー（ピーボディ〈ウィル・ヘア〉、レッド〈ジョージ・フラワー〉）※日本テレビ版
- バック・トゥ・ザ・フューチャー PART3（ジェブ〈パット・バトラム〉）※日本テレビ版2
- ハドソン川の奇跡（ジェフ・スカイルズ〈アーロン・エッカート〉）※ソフト版
- はみだしエルフが町にやって来た！（殿下）
- パラサイト 半地下の家族（グンセ〈パク・ミョンフン〉[60]）※日本テレビ版
- ハリウッドランド
- ハンガー・ゲームシリーズ（ビーティー〈ジェフリー・ライト〉）
  - ハンガー・ゲーム2
  - ハンガー・ゲーム FINAL: レジスタンス
  - ハンガー・ゲーム FINAL: レボリューション
- ハンコック（囚人）
- ハン・ソロ/スター・ウォーズ・ストーリー（トバイアス・ベケット〈ウディ・ハレルソン〉[61]）
- PAN 〜ネバーランド、夢のはじまり〜（スミー〈アディール・アクタル〉[62]）
- ビースト・ストーリー 選ばれし勇者（ワイルド・ジョー〈ジョン・パイパー＝ファーガソン〉）
- ピクセル（宇宙人ヴィルシェーズ〈ピーター・ディンクレイジ〉）
- 必殺処刑人
- ピラニア リターンズ（チェット〈デヴィッド・ケックナー〉[63]）
- ビルとテッドの時空旅行 音楽で世界を救え!（ローガン本部長〈ハル・ランドン・Jr〉[64]）
- ファミリー・ツリー（ヒュー・キング〈ボー・ブリッジス〉）
- フェア・ゲーム（ビル〈ノア・エメリッヒ〉）
- フォービドゥン/呪縛館（デヴィッド・バロウ〈メル・レイド〉）
- プリースト（オレラス枢機卿〈クリストファー・プラマー〉）
- ブレイド（ブーン）
- ブレイブ ワン
- ブルーサンダー ※ソフト版
- ベイビー・メイク 私たちのしあわせ計画（トミー〈ポール・シュナイダー〉）
- ヘッド・ショット（ロムリ〈ヤユ・A・W・ウンル〉）
- ボーイズ・イン・ザ・バンド（アラン・マッカーシー〈ブライアン・ハッチソン〉）
- ボーイズ・イン・ザ・ボート 若者たちが託した夢（ジョージ〈ピーター・ギネス〉）
- ホールド・ザ・ダーク そこにある闇（シャン〈メイコン・ブレア〉）
- マイ・ファーザー（チャン・ミノ〈アン・ソックァン〉）
- マイ・ファースト・ジャーニー（セシル）
- マスコット
- ミッドナイト・スカイ（サンチェス〈デミアン・ビチル〉）
- モンスターズ/地球外生命体
- ユナイテッド93 ※ソフト版
- ライオン・キング:ムファサ（オバシ[65]）
- ライジング・ドラゴン（ピエール〈ロザリオ・アメデオ〉）
- ラストナイト・イン・ソーホー（銀髪の男〈テレンス・スタンプ〉[66]）
- ラトルスネーク
- ラフマニノフ ある愛の調べ（スタインウェイ・アンド・サンズ〈セルゲイ・ラフマニノフ〉）
- ランナウェイ/逃亡者（マック・マクロード〈サム・エリオット〉、レイ・フラー〈スタンリー・トゥッチ〉）
- リトル・マーメイド[67]
- リロ&スティッチ[68]
- レッズ（ピート・ヴァン・ウェリー〈ジーン・ハックマン〉）※VOD版
- レッド・ドーン（ジェンキンス市長〈マイケル・ビーチ〉、ダニー、ダナー、イワノフ大佐 他）
- ローグ・ワン/スター・ウォーズ・ストーリー（メルシ軍曹〈ダンカン・パウ〉）
- ローマの休日（ジョバンニ〈クローディオ・エルメリ〉[69]）※日本テレビ版2
- ロストブレット 窮地のカーチェイス（シャラス〈ラムジー・ベディア〉）
- ワイルド・スピード MAX
- ONE LAST RIDE（フィグス）

#### ドラマ
- iCarly
- アソーカ（ヒュイヤン〈デイヴィッド・テナント〉）
- アフェア2 情事の行方
- アラーム・フォー・コブラ11 スペシャル（トム・クラニッヒ〈レネ・シュタインケ〉）
- アンフォゲッタブル 完全記憶捜査
- ER緊急救命室
  - シーズン11 #227（部長2）、#241（エド・ミヤモト〈ロブ・ナリタ〉）
  - シーズン12 #249（イエイツ〈テショーン・バレット〉）
- イ・サン（イ・チョン〈チ・サンリョル〉）
- WITHOUT A TRACE/FBI 失踪者を追え!3 #3
- ウォリアー（ブレイク〈クリスチャン・マッケイ〉）
- ウェアウルフ・バイ・ナイト
- エージェント・オブ・シールド シーズン3（ルーベン・マッケンジー）
- エージェント・カーター（ニコライ・アシモフ博士〈アレックス・ヴィードフ〉）
- エクスタント（アラン・スパークス〈マイケル・オニール〉）
- NCIS: シドニー シーズン1 #6（ダニエル・スケルトン）
- The Exorcist/エクソシスト（セールスマン〈ロバート・エミット・ラニー〉）
- NCIS 〜ネイビー犯罪捜査班 シーズン3（マシュー〈ダニエル・ローバック〉）
- エリザベス1世 〜愛と陰謀の王宮〜
- オクニョ 運命の女（イ・ジハム[70]）
- 倚天屠龍記（空性、胡青牛、喬福、鄧長老、司徒千鐘）
- 風の国 〜The Land of Wind〜（ヘミョン〈イ・ジョンウォン〉）
- 華麗なるペテン師たち
- キム・マンドク〜美しき伝説の商人
- キャシアン・アンドー（ルースコット・メルシ〈ダンカン・パウ〉）
- 救命医ハンク5 セレブ診療ファイル
- グッド・ワイフ3
- クリミナル・マインド7 FBI行動分析課
- クリミナル・マインド11 FBI行動分析課 #15（アンドリュー・ミークス〈カーマイン・ジョヴィナッツォ〉）
- グレイズ・アナトミー9 恋の解剖学
- ケース・センシティブ 静かなる殺人（マーク・ブレザリック〈ルパート・グレイヴス〉）
- 刑事ジョー パリ犯罪捜査班
- 刑事フォイル（パトリック・ジェイミソン医師）
- ゴシップガール（バート・ロス）
- コールドケース7 ザ・ファイナル
- ザ・ケープ 漆黒のヒーロー（マーティ・ボイド〈ドリアン・ミシック〉）
- ザ・ディープ 深海からの脱出
- ザ・ユニット 米軍極秘部隊 シーズン2 #17
- THE MENTALIST/メンタリスト3 #7（ユーリ・バジョーラン〈アロン・アブトゥブール〉）
- サルベーション-地球の終焉-（マルコム・クロフト〈デニス・ボウトシカリス〉）
- CSI:7 科学捜査班 #3（ルー・ベルトラン〈トロイ・ラプタッシュ〉）
- CSI:マイアミ5 #23（トニー・デッカー）
- CSI:ニューヨーク
  - シーズン2
  - シーズン7
  - シーズン8（ギャビン）
- CSI:サイバー（パトリック・マーフィー）
- ジェントルマン・ジャック 紳士と呼ばれたレディ（ジェレマイア・ローソン〈ショーン・ドゥーリー〉）
- 宿敵 因縁のハットフィールド&マッコイ
- 笑傲江湖（余滄海、冲虚道長）
- 新ビバリーヒルズ青春白書（キャノン）
- ストレイン 沈黙のエクリプス
- スパルタカス ゴッド・オブ・アリーナ（ティトゥス〈ジェフリー・トーマス〉）
- セーフハウス〜狙われた家族〜（デヴィッド〈ジェイソン・メレルズ〉）
- 1923（ジョン・ダットン・シニア〈ジェームズ・バッジ・デール〉、リチャード・ホランド〈ニック・ボライン〉）
- ゾウズ・フー・キル 殺意の深層
- 太王四神記 #1
- TOUCH/タッチ
- タイムレス（ディープ・スロート / マーク・フェルトFBI副長官〈トム・アマンデス〉）
- ダウントン・アビー（ストーウェル執事〈アラン・アームストロング〉、クラーギン公爵〈ラデ・シェルベッジア〉、サイモン・ブリッカー〈リチャード・E・グラント〉）
- チャームド 〜魔女3姉妹〜（タルボス）
- ティーン・スパイ K.C.（クレイグ・クーパー〈カディーム・ハーディソン〉）
- TEEN WOLF（シェリフ・ノア・スティリンスキー〈リンデン・アシュビー〉）
- 鉄の王 キム・スロ（チョバン〈イ・ジョンウォン〉）
- デスパレートな妻たち シーズン8
- デビアスなメイドたち（マイケル・スタッポード〈ブレット・カレン〉）
- ナチ・ハンターズ（マイヤー・オファーマン〈アル・パチーノ〉）
- NUMBERS 天才数学者の事件ファイル ファイナルシーズン
- 馬医
- ハウス・オブ・カード 野望の階段
- バトル・クリーク 格差警察署 #12（ラリー・ダンカン〈マイケル・ビーチ〉）
- HAWAII FIVE-0（ルー・グローヴァー〈シャイ・マクブライド〉[71]）
- BETWEEN/ビトゥイーン（デクスター・クレーン〈パスカル・ラングデール〉）
- プライベート・プラクティス5
- ブラックリスト シーズン7、10
- Frontier/フロンティア（ボンド）
- 碧血剣 （温正）
- 弁護士ビリー・マクブライド（ドナルド・クーパーマン〈ウィリアム・ハート〉）
- ボードウォーク・エンパイア 欲望の街
- BONES シーズン1 #13（ミゲル・ビエタ）、#22（マシュー・ブレナン / マックス・キーナン〈ライアン・オニール〉※初代）※シーズン8まで異なる役で準レギュラー
- ボルジア家 愛と欲望の教皇一族
- ホワイトチャペル3 終わりなき殺意
- マードック・ミステリー 〜刑事マードックの捜査ファイル〜（トーマス・ブラッケンリード〈トーマス・クレイグ〉）
- ミディアム3 霊能者アリソン・デュボア #3
- ミディアム7 最終章（ロブ・ウォルコット〈クランシー・ブラウン〉）
- 誘拐交渉人 裏切りの陰謀（ロバート・ホランド）
- ラッシュアワー（ジェラルド〈ページ・ケネディ/Page Kennedy〉）
- リゾーリ&アイルズ2（アーノルド・ウェスラー〈ピーター・ボグダノヴィッチ〉）

#### アニメ
- おさるのジョージ（市長、フェルナンド）
- X-MEN（トゥーン・ディズニー版）（ガンビット）
- CODE リョーコ
- しろくまのクロード（パパ）
- スター・ウォーズ/クローン・ウォーズ（テレビシリーズ）（ヒュイヤン教授、アミット・ノロフ、テラ・シヌーベ、ドルーガン、ヴィスカス）
- スマーフ（パパスマーフ[72]）
- トイ・ストーリーシリーズ（バターカップ）
  - トイ・ストーリー3（びっくり箱、ゴミ処理場の作業員）
  - ハワイアン・バケーション
  - トイ・ストーリー4
  - フォーキーのコレって何?
- パウ・パトロール（アンダッテおじさん）
- ビー・ムービー（カールおじさん）
- ファンタスティック Mr.FOX（クライヴ・バジャー）
- プリンセスと魔法のキス（レジー）
- モンスターVSエイリアン
- ランゴ（ターリー軍曹）
- LEGO スター・ウォーズ:ドロイド・テイルズ（ドゥークー伯爵）
- LEGO スター・ウォーズ:ヨーダ・クロニクル（ドゥークー伯爵）

### オーディオブック
- 世界から猫が消えたなら（父）
- 天地明察（酒井忠清）

### 特撮
- スーパー戦隊シリーズ
  - 侍戦隊シンケンジャー（2009年、アヤカシ・ウラワダチの声）
  - 手裏剣戦隊ニンニンジャー（2015年、妖怪バクの声）

### ボイスオーバー
- シェフのテーブル（ミッシェル・トロワグロ）
- BS世界のドキュメンタリー（NHK-BS1）

### 舞台
- 美しきものの伝説
- 藪原検校
- きらめく星座
- ピサロ
- ジャンプ
- 土曜 日曜 月曜
- サバイバル
- 北緯45度のドンキホーテたち
- kumagusu
- 豆腐と侍
- 恋と年金
- 小林一茶
- 河の向こうで人が呼ぶ
- ベイビーブルーアイズ
- ああ結婚
- 真ん丸月の輪の中で
- 夢見る頃を過ぎても
- クレイジーフルーツ
- 階段の悪党
- おかしな五人
- ジャンクション
- トライアングル
- おかしな交響曲
- なよたけ
- くしゃみ
- 石を狙え
- 待合所
- ミステリークラブ殺人事件
- おみまめ
- おたまじゃくしはかえるのこ
- ぼくの好きな先生[73]

### その他コンテンツ
- シャキーン!（NHK教育、妖精長老）
- パチスロ 2027（ドブロフスキー）
- 東京ディズニーシーのアトラクション トイ・ストーリー・マニア!（バターカップ）
- ボイスコミック『王立魔法学園の最下生』（2022年、ブブハラ）
- PV『4軍くん(仮）』（2023年、総監督[74]）

### シリーズ一覧
1. ↑  『Yes!プリキュア5』（2007年）、続編『Yes!プリキュア5GoGo!』（2008年）
2. ↑  ファーストシーズン（2007年 - 2008年）、セカンドシーズン（2008年）
3. ↑  第1期（2016年）、第7期（2024年）
4. ↑  第1期（2016年）、第2期『II』（2019年）
5. ↑  シーズン1（2018年 - 2019年）、シーズン2『ジュニアユース編』（2023年 - 2024年）
6. ↑  第1クール（2022年）、第3クール（2023年）
7. ↑  シーズン1（2024年）、シーズン2（2024年）